# Johannes Degen (Schauspieler)
Johannes Degen (* 4. April 2007 in Neuss) ist ein deutscher Schauspieler.

## Leben
Johannes Degen lebt in Neuss im Rhein-Kreis Neuss und hat eine ältere Schwester und zwei jüngere Brüder. Dort besucht er das Quirinus-Gymnasium und nahm Kurse am Landestheater in Neuss und einer Düsseldorfer Schauspielschule.

## Karriere
Von 2022 bis 2024 spielte er in der deutschen Fernsehserie Schloss Einstein in den Staffeln 25 bis 27 den Internatsschüler Colin Thewes.
2022 stand er für den Kurzfilm Allen Zweifeln zum Trotz in der Hauptrolle als Younus vor der Kamera, der seitdem auf mehreren Festivals gezeigt wurde und unter anderem von der Filmbewertungsstelle Wiesbaden mit dem Prädikat „besonders wertvoll“ ausgezeichnet wurde.
Im November 2023 wurde bekannt, dass er die Rolle des Marlon Ralston in den Verfilmungen der gleichnamigen Romanreihe Woodwalkers von Katja Brandis verkörpern wird. Die Kino-Veröffentlichung für den ersten Teil der Filmtrilogie ist für den 24. Oktober 2024 geplant.

## Filmografie
- 2022–2024: Schloss Einstein (Fernsehserie)
- 2022: Allen Zweifeln zum Trotz (Kurzfilm)
- 2024: Woodwalkers